# Massimiliano Neri
Massimiliano Neri (auch: Negri) (* vermutlich 1623 in Bonn ?; † spätestens 1673) war ein italienischer Organist und Komponist des Barock.

## Leben
Massimiliano Neri entstammte einer Musikerfamilie, die ihre Wurzeln in Verona hatte. Er war vermutlich, wie aus dessen Testament hervorgeht, der uneheliche Sohn des Hofkapellmeisters Giacomo Negri (1592–nach 1646), der ab 1609 an verschiedenen deutschen Höfen, so in München, Bonn, Neuburg an der Donau und Düsseldorf wirkte. Seine Mutter Catarina Hennes war Cembalolehrerin. Massimiliano Neri erhielt eine musikalische und humanistische Ausbildung, auf Kosten des gebildeten venezianischen Patriziers Giacomo Soranzo, dem er 1647 sein Op. 1 widmete. Von 1644 bis 1664 war er stellvertretender Organist an San Marco und Kapellmeister am Ospedaletto in Venedig. Ab 1664 hatte er eine Anstellung als Organist und Kapellmeister beim Kurfürsten von Köln in dessen Residenz in Bonn.
Bekannt sind drei Werkesammlungen. Darunter die dem Kaiser Ferdinand III. gewidmeten mehrstimmigen Sonaten, Canzonen .... Op. 2. Beide Instrumentalsammlungen sind von hervorragender Qualität und enthalten interessante Beispiele der Triosonate. Die Sonaten Op. 2/10 und Op. 2/14 hingegen sind die ersten überlieferten Beispiele der Gattung des Concerto Grosso. Einzelne Stimmen von Neris Werken sind in Berliner und Breslauer Sammlungen vorhanden.

## Werke
- Op. 1 Sonate e Canzone a quatro da sonarsi con diversi stromenti in Chiesa, et in Camera opra prima (Venedig 1644)
- Op. 2 Sonate da suonersi con varii strumenti (Venedig 1651)
- Op. 3 Motetti a due e tre voci. Libro primo opera terza (Venedig 1664)